# Várzea de Abrunhais
Várzea de Abrunhais es una freguesia portuguesa situada en el municipio de Lamego. Según el censo de 2021, tiene una población de 329 habitantes.